# Sandrine Tas
Sandrine Tas (Oostende, 7 september 1995) is een Belgische inline-skatester en langebaanschaatsster.

## Biografie
Tas is geboren als jongste van drie in een sportieve Oostendse familie. Van jongs af aan is ze het grootste deel van haar vrije tijd terug te vinden op de skeelerpiste van ZRC Zandvoorde, ofwel "de Zwaantjes". In 2015 werd ze tweevoudig wereldkampioene inline-skaten, op de 1000 meter en op de marathon. In de zomer van 2017 behaalde ze tijdens de World Games in het Poolse Wroclaw zes medailles waarvan één gouden. Daarnaast wist ze tijdens haar skeelercarrière tussen 2015 en 2021 maar liefst 17 Europese titels te verzamelen en stond ze driemaal op het hoogste schavot bij de Marathon van Berlijn.
In seizoen 2018/2019 werd Simon Kuipers hoofdcoach van de Thialf Academy waar hij onder meer Tas en de zusjes Stien en Fran Vanhoutte onder zijn hoede heeft. Op 28 oktober 2018 maakte de Koninklijke Belgische Snelschaatsfederatie bekend dat Tas met Jason Suttels zou debuteren in het langebaanschaatsen. Als schaatser komt ze uit voor de Langbaan Schaatsclub Gent (LBSG) . Ze vertegenwoordigde België tijdens de 2022 Winterspelen in Beijing in het langebaanschaatsen op de 500m, 1000m, 1500m en massastart. Met ingang van seizoen 2022/2023 maakt ze de overstap naar de internationale schaatsploeg Novus samen met landgenoot Mathias Vosté.
Tas won op 20 juni 2024 het Belgisch kampioenschap tijdrijden bij de elite zonder contract, met een zesde tijd van alle renners inclusief elite met contract. Na het goud, won ze ook nog het zilver in de wegrit op de zondag erna.
Naast haar sportcarrière wist Tas ook af te studeren als Master in de bio-ingenieurswetenschappen (levensmiddelenwetenschappen en voeding) aan de Universiteit Gent.

## Persoonlijke records
| Afstand    | Tijd    | Datum            | Baan           |
| ---------- | ------- | ---------------- | -------------- |
| 500 meter  | 38,66   | 10 december 2021 | Calgary        |
| 1000 meter | 1.16,46 | 11 december 2021 | Calgary        |
| 1500 meter | 1.57,04 | 27 januari 2024  | Salt Lake City |
| 3000 meter | 4.05,57 | 1 februari 2025  | Milwaukee      |
| 5000 meter | 7.00,63 | 24 januari 2025  | Calgary        |

(laatst bijgewerkt: 1 februari 2025)

## Resultaten langebaanschaatsen
| Jaar | EK Allround          | WK Allround             | WK Afstanden                       | Olympische Spelen                              |
| ---- | -------------------- | ----------------------- | ---------------------------------- | ---------------------------------------------- |
| 2021 |                      |                         | 19e 500m 24e 1500m HF 9 massastart |                                                |
| 2022 |                      |                         |                                    | 28e 500m 28e 1000m 29e 1500m HF 12e massastart |
| 2023 | DNS2 (5e, DNS, -, -) |                         | 22e 1500m 17e 3000m 6e massastart  |                                                |
| 2024 |                      | NC14 (14e, 14e, 14e, -) | 22e 1500m 20e 3000m 9e massastart  |                                                |
| 2025 | 6e (8e, 6e, 7e, 6e)  |                         | 16e 3000m 10e 5000m 18e massastart |                                                |

(#, #, #, #) = afstandspositie op allroundtoernooi (500m, 3000m, 1500m, 5000m).
DNS=niet gestart op een bepaalde afstand

## Resultaten inline-skaten

### Wereldkampioenschappen
- WK 2014 (Rosario) - junioren - 4 x
- WK 2015 (Kaohsiung) - 1000 m piste -
- WK 2015 (Kaohsiung) - marathon weg -

### Europese kampioenschappen
- EK 2015 (Innsbruck) - 2 x , 3 x
- EK 2016 (Heerde) - 2 x , 3 x , 1 x  [9][10]
- EK 2017 (Lagos) - 2 x , 5 x
- EK 2018 (Oostende) - 7 x , 2 x
- EK 2019 (Pamplona) - 6 x , 2 x